# Tetrapirrole

Algunes formes pirròliques (Pirrole, Porfina, Porfirina, Porfirinògen

Els tetrapirroles són compostos químics que contenen quatre (tetra) anells químics de pirrole. Amb excepció de la corrina els quatre anells estan interconnectats amb un pont de carboni ja sigui en forma linear o cíclica.
Per la seva habilitat per formar complexos metàl·lics els compostos tetrapirròlics són particularment important en els sistemes biològics.
Els tetrapirroles linears, que utilitzen d'un a tres ponts de carboni, inclouen:
- Bilans (per ex. bilirubina)
- Ficobilina (que es troba en cianobacteris)

Tetrapirroles cíclics, que utilitzen d'un a quatre pont de carboni, inclouen:
- Porfirina (per ex. hemoglobina) amb ferro
- Clorofil·la (per ex. clorofil·la a) amb magnesi

Els corrina són tetrapirroles cíclics que han substituït un dels seus ponts convencionals de carboni per un enllaç directe interpirròlic.
Els tetrapirroles poden ser els primers biomarcadors a considerar en mostres geològiques.